# Fusidinezuur
Fusidinezuur is een bacteriostatisch antibioticum dat vooral werkzaam is bij infecties van oog en huid, bijvoorbeeld krentenbaard. De werking berust op het verstoren van de bacteriële eiwitsynthese, maar dat werkt alleen bij stammen van Neisseria en grampositieve bacteriën zoals Staphylococcus aureus, Streptococcus en Corynebacterium minutissimum. Het werd in 1962 voor het eerst geïsoleerd uit de schimmel Fusidium coccineum, en later uit Mucor ramannianus en Isaria kogana.
Het wordt verstrekt als zalf, crème of oogdruppels.

## Merknamen
- Fucidin (zalf)
- Fucicort (crème)
- Fucithalmic (gel)
- Fucithalmic (oogdruppels)